# Boston-Marathon 1997
Der Boston-Marathon 1997 war die 101. Ausgabe der jährlich stattfindenden Laufveranstaltung in Boston, Vereinigte Staaten. Der Marathon fand am 21. April 1997 statt.
Bei den Männern gewann Lameck Aguta in 2:10:34 h und bei den Frauen Fatuma Roba in 2:26:23 h.

## Ergebnisse

### Männer
| Platz | Athlet           | Land       | Zeit (h) |
| ----- | ---------------- | ---------- | -------- |
| 01    | Lameck Aguta     | Kenia      | 2:10:34  |
| 02    | Joseph Kamau     | Kenia      | 2:10:46  |
| 03    | Dionicio Cerón   | Mexiko     | 2:10:59  |
| 04    | Germán Silva     | Mexiko     | 2:11:21  |
| 05    | Moses Tanui      | Kenia      | 2:11:38  |
| 06    | Gilbert Rutto    | Kenia      | 2:12:30  |
| 07    | Jimmy Muindi     | Kenia      | 2:12:49  |
| 08    | Andre Luis Ramos | Brasilien  | 2:13:10  |
| 09    | Jose Luis Molina | Costa Rica | 2:13:24  |
| 10    | Tesfaye Bekele   | Äthiopien  | 2:14:02  |

### Frauen
| Platz | Athletin         | Land               | Zeit (h) |
| ----- | ---------------- | ------------------ | -------- |
| 01    | Fatuma Roba      | Äthiopien          | 2:26:23  |
| 02    | Elana Meyer      | Südafrika          | 2:27:09  |
| 03    | Colleen De Reuck | Südafrika          | 2:28:03  |
| 04    | Uta Pippig       | Deutschland        | 2:28:51  |
| 05    | Derartu Tulu     | Äthiopien          | 2:30:28  |
| 06    | Junko Asari      | Japan              | 2:31:12  |
| 07    | Alla Jiliaeva    | Russland           | 2:31:55  |
| 08    | Sonia Maccioni   | Italien            | 2:31:59  |
| 09    | Kim Jones        | Vereinigte Staaten | 2:32:52  |
| 10    | Debbi Kilpatrick | Vereinigte Staaten | 2:36:04  |